# Hydrozetes gueyeae
Hydrozetes gueyeae är en kvalsterart som beskrevs av Sandór Mahunka 1990. Hydrozetes gueyeae ingår i släktet Hydrozetes och familjen Hydrozetidae. Inga underarter finns listade i Catalogue of Life.